# Sympterichthys moultoni
Sympterichthys moultoni är en fiskart som beskrevs av Last och Gledhill 2009. Sympterichthys moultoni ingår i släktet Sympterichthys och familjen Brachionichthyidae. Inga underarter finns listade i Catalogue of Life.